# Benitochromis
Benitochromis ist eine Gattung aus der Familie der Buntbarsche (Cichlidae), die im tropischen Westafrika vom Stromgebiet des Cross River im südöstlichen Nigeria bis zum nordwestlichen Gabun, sowie auf Bioko verbreitet ist. Die Gattung wurde nach dem Río Benito in Äquatorialguinea benannt.

## Merkmale
Benitochromis-Arten werden 7,5 bis 12 cm lang, Weibchen bleiben etwas kleiner. Ihr Körper ist eiförmig oval, mäßig hochrückig und seitlich abgeflacht. Das Kopfprofil ist gerade bis leicht abgerundet, die Schnauze leicht gerundet bis etwas zugespitzt. Die Schwanzflosse ist fast immer abgerundet. Die Geschlechter sind an ihrer Färbung zu unterscheiden. Männchen haben dunkle Punkte und Striche in den weichstrahligen Abschnitten von Rücken- und Afterflosse, sowie auf der Schwanzflosse, außerdem sind ihre Körperschuppen oft schwarz umrandet. Diese Markierungen fehlen den Weibchen bzw. sie sind weniger deutlich ausgeprägt. Dagegen zeigen sie chromglänzende Areale in ihrer Rückenflosse sowie im oberen Abschnitt der Schwanzflosse. Jungfische und junge Adulte zeigen einen Tilapiafleck. Von der nah verwandten Gattung Chromidotilapia unterscheidet sich Benitochromis durch drei zusätzliche Infraorbitalknochen und nur vier Poren des sensorischen Systems auf dem Lacrimale.

## Lebensweise
Benitochromis-Arten bevorzugen die Ufernähe ihrer Wohngewässer und Bereiche mit vielen Versteckmöglichkeiten. Sie meiden schnell strömende Gewässerabschnitte. In ihrer Ernährung sind sie wenig spezialisiert und fressen Mikroorganismen, Detritus, Algen, Aufwuchs und Garneleneier. Größere Insekten, Krebstiere und kleine Fische werden nur selten gefressen. Alle Benitochromis-Arten sind Maulbrüter, fünf Arten sind ovophil, eine ist larvophil (Benitochromis batesii). Meist beteiligen sich beide Geschlechter sich an der Brutpflege oder nur das Weibchen.

## Arten
Zurzeit (Mitte 2023) werden sechs Arten in die Gattung Benitochromis gestellt:
- Benitochromis batesii (Boulenger, 1901)
- Benitochromis conjunctus Lamboj, 2001
- Benitochromis finleyi (Trewavas, 1974) (Typusart)
- Benitochromis nigrodorsalis Lamboj, 2001
- Benitochromis riomuniensis (Thys van den Audenaerde, 1981)
- Benitochromis ufermanni Lamboj, 2001